# 碻磝
碻磝，又作敲嚣。原意是石多不平的样子。中国古代黄河津渡、城名。在今山东省茌平县西南古黄河南岸，城在渡口之东。
东晋太元年间谢玄北伐、义熙年间刘裕北伐、刘宋元嘉年间北伐，都派兵占据碻磝。北魏碻磝为河南四镇之一，作为济州治所，建有黄河浮桥。北周在碻磝设置济州关。黄河水冲击城西南，自晋朝以来多次被黄河冲毁，唐玄宗天宝十三载（754年），又被黄河水冲毁，于是废除碻磝城。